# Молодіжна збірна Іспанії з хокею із шайбою
Молодіжна збірна Іспанії з хокею із шайбою — національна молодіжна збірна команда Іспанії, складена з гравців віком не більше 20 років, яка представляє свою країну на міжнародних змаганнях з хокею із шайбою. Управління збірною здійснюється Іспанською федерацією зимових видів спорту.

## Історія
Молодіжна збірна Іспанії дебютувала на чемпіонаті світу серед молодіжних команд у 1984 році матчем проти збірної Великої Британії, перемогли 7:3, а фінушували у підсумку на четвертому місці. До кінця вісімдесятих молодіжна збірна Іспанії відіграла ще на трьох турнірах посідаючи місця у нижній частині таблиці, а також зазнали найбільшої поразки від збірної Данії 0:19 21 березня 1988 року. Іспанці пропустили три турніри, а з 1992 року є постійними учасниками чемпіонатів. 
30 грудня 1996 іспанці одержали найбільшу перемогу над збірною Мексики 13:1. У 2001 році ІІХФ змінила формат чемпіонатів, молодіжна збірна Іспанії виступає у третьому дивізіоні, а у 2002 році підвищилась до другого дивізіону, де наразі і виступає.

## Результати на чемпіонатах світу
- 1984 рік – Закінчили на 4-му місці (Група «C»)
- 1985 рік – Закінчили на 6-му місці (Група «C»)
- 1987 рік – Закінчили на 5-му місці (Група «C»)
- 1988 рік – Закінчили на 5-му місці (Група «C»)
- 1992 рік – Закінчили на 4-му місці (Група «С»)
- 1993 рік – Закінчили на 7-му місці (Група «C»)
- 1994 рік – Закінчили на 7-му місці (Група «C»)
- 1995 рік – Закінчили на 5-му місці (Група «C1»)
- 1996 рік – Закінчили на 8-му місці (Група «C»)
- 1997 рік – Закінчили на 4-му місці (Група «D»)
- 1998 рік – Закінчили на 4-му місці (Група «D»)
- 1999 рік – Закінчили на 4-му місці (Група «D»)
- 2000 рік – Закінчили на 4-му місці (Група «D»)
- 2001 рік – Закінчили на 2-му місці (Дивізіон III)
- 2002 рік – Закінчили на 2-му місці (Дивізіон III)
- 2003 рік – Закінчили на 4-му місці (Дивізіон II Група «В»)
- 2004 рік – Закінчили на 4-му місці (Дивізіон II Група «А»)
- 2005 рік – Закінчили на 4-му місці (Дивізіон II Група «В»)
- 2006 рік – Закінчили на 4-му місці (Дивізіон II Група «А»)
- 2007 рік – Закінчили на 4-му місці (Дивізіон II Група «А»)
- 2008 рік – Закінчили на 4-му місці (Дивізіон II Група «В»)
- 2009 рік – Закінчили на 5-му місці (Дивізіон II Група «В»)
- 2010 рік – Закінчили на 3-му місці (Дивізіон II Група «А»)
- 2011 рік – Закінчили на 3-му місці (Дивізіон II Група «А»)
- 2012 рік – Закінчили на 4-му місці (Дивізіон II Група «А»)
- 2013 рік – Закінчили на 6-му місці (Дивізіон II Група «А»)
- 2014 рік – Закінчили на 2-му місці (Дивізіон II Група «В»)
- 2015 рік – Закінчили на 2-му місці (Дивізіон II Група «В»)
- 2016 рік – Закінчили на 2-му місці (Дивізіон II Група «В»)
- 2017 рік – Закінчили на 2-му місці (Дивізіон II Група «В»)
- 2018 рік – Закінчили на 1-му місці (Дивізіон II Група «В»)
- 2019 рік – Закінчили на 5-му місці (Дивізіон II Група «А»)
- 2020 рік – Закінчили на 5-му місці (Дивізіон II Група «А»)
- 2021 рік – Турніри дивізіонів I, II та III скасовано через пандемію COVID 19.
- 2022 рік – Закінчили на 4-му місці (Дивізіон II Група «А»)
- 2023 рік – Закінчили на 4-му місці (Дивізіон II Група «A»)
- 2024 рік – Закінчили на 6-му місці (Дивізіон II Група «A»)
- 2025 рік – Закінчили на 1-му місці (Дивізіон II Група «В»)